# Municipio Zamora (Miranda)
El Municipio Zamora es uno de los 21 municipios que forman parte del Estado Miranda. Tiene una superficie de 375 km² y una población de 244 443 habitantes (censo 2023). Su capital es la ciudad de Guatire.

## Historia
Fue fundado en el año 1874 como Distrito Zamora. A partir de 1989, al igual que todos los demás distritos de Venezuela, pasó a ser el 31 de julio como Municipio Zamora. Anterior a 1874 su territorio formaba parte del denominado Cantón de Guarenas de la Provincia de Caracas. Su capital siempre ha sido la ciudad de Guatire. por la gran conurbación de los pueblos de Guarenas y Guatire forman parte del área metropolitana de Caracas por su cercanía a la capital también conocido como la Gran Caracas.

## Organización parroquial
| Parroquia         | Superficie | Población | Densidad | Capital |
| ----------------- | ---------- | --------- | -------- | ------- |
| Simón Bolívar     | km²        | hab.      | hab./km² | Araira  |
| Parroquia Guatire | km²        | hab.      | hab./km² | Guatire |

## Geografía

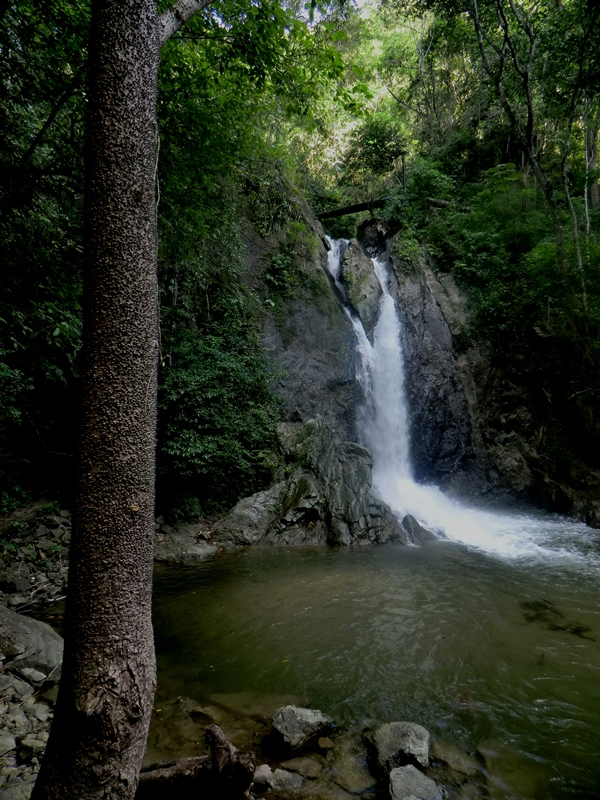
Salto "La Llovizna" en el río del Norte.

### Límites
Limita al norte con el Estado La Guaira. Al sur con los municipios Acevedo y Paz Castillo. Al este con Municipio Acevedo y al oeste con municipio Ambrosio Plaza.

### Relieve
El municipio es atravesado, al norte, por el Parque Nacional Waraira Repano donde se haya su punto de mayor altitud: El Pico Zamurito (2.054 m s. n. m.). Al sur es atravesado por la Serranía del Interior de menor altura que la cordillera de la costa. En medio de las dos cadenas montañosas hay un amplio valle. Sobre ese valle se alza una pequeña meseta, núcleo originario de la ciudad de Guatire. 

### Clima
La temperatura media es de 28 °C.

### Hidrografía
El Municipio es regado por cinco ríos importantes: El Pacairigua, río Guatire, el Salmerón, El Capayita y el Araira que forman parte de la subcuenca del Río Grande, que también lo atraviesa.

## Economía
Sus principales actividades económicas son la producción de bienes y servicios aunque también hay una importante actividad agrícola: mandarina, tubérculos, frutas, entre otros.

## Política y gobierno

### Alcaldes
El municipio ha tenido siete alcaldes en nueve períodos consecutivos desde 1989.
| Período     | Alcalde              | Partido político / Alianza | % de votos | Notas |
| ----------- | -------------------- | -------------------------- | ---------- | --- |
| 1989 - 1992 | Arístides Martínes   | COPEI                      | 39,87      | Primer alcalde bajo elecciones directas |
| 1992 - 1995 | Arístides Martínes   | COPEI                      | 41,59      | Reelecto |
| 1995 - 1999 | Carmen Cuevas        | AD                         | -          | Segunda alcaldesa bajo elecciones directas (en el año 1999, la asamblea nacional constituyente depone de sus funciones a la alcaldesa Carmen Cuevas, siendo esta la única mandataria electa popularmente que es depuesta por esta asamblea) |
| 1999 - 2000 | Oswaldo Sifontes     |                            | -          | (Alcalde encargado tras la destitución de la alcaldesa Carmen Cuevas) (se realizaron elecciones generales adelantadas en el 2000 debido a la aprobación de la Constitución de 1999)                                                         |
| 2000 - 2004 | Gerardo Rojas        | MVR                        | 48,36      | Tercer alcalde bajo elecciones directas |
| 2004 - 2008 | Solamey Blanco Sojo  | MVR                        | 29,25      | Cuarto alcalde bajo elecciones directas |
| 2008 - 2013 | Oswaldo Sifontes     | PSUV                       | 52,78      | Quinto alcalde bajo elecciones directas (se postergan 1 año las elecciones municipales pautadas para finales del 2012) |
| 2013 - 2017 | Thais Oquendo        | PSUV                       | 39,28      | Sexto alcalde bajo elecciones directas |
| 2017 - 2021 | Hugo Martínez Pateti | PSUV                       | 63,11      | Séptimo alcalde bajo elecciones directas |
| 2021 - 2025 | Raziel Rodríguez     | FV                         | 46,97      | Octavo alcalde bajo elecciones directas |
| 2025-2029   | Raziel Rodríguez     | FV                         | ???        | Reelecto |

### Concejo municipal
Periodo 2021 - 2025
| Concejales      | Partido político / Alianza | Partido político / Alianza |
| --------------- | -------------------------- | -------------------------- |
| Norquis Armas   | PSUV                       |                            |
| Doris Valero    | PSUV                       |                            |
| Jesus García    | PSUV                       |                            |
| Jesus García    | PSUV                       |                            |
| Daniel Pires    | PSUV                       |                            |
| Ivonne Rengifo  | PSUV                       |                            |
| Ronald Figueroa | PSUV                       |                            |
| Lourdes Cedeño  |                            |                            |
| Sherezade Arias | PSUV                       |                            |

## Zamoranos ilustres
- Elías Calixto Pompa
- Vicente Emilio Sojo
- Rómulo Betancourt
- Garbiñe Muguruza
- Pedro Muñoz
- Francisco José Mujica Toro